# Robin Hood
För andra betydelser, se Robin Hood (olika betydelser).

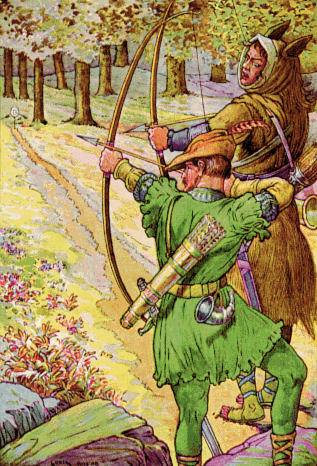
Robin Hood skjuter pilbåge med Sir Guy of Gisburne. Illustration av Louis Rhead i Bold Robin Hood and His Outlaw Band: Their Famous Exploits in Sherwood Forest.

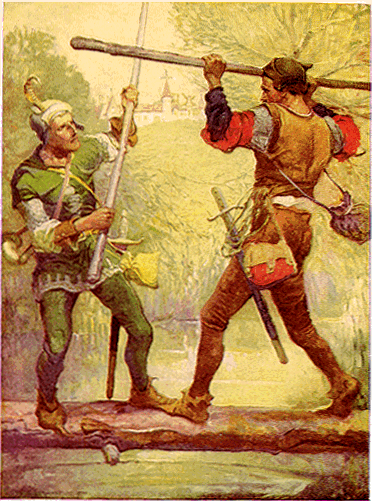
Robin Hood och Lille John.

Robin Hood är en traditionell litterär gestalt, enligt traditionen en legendarisk fredlös stråtrövare under den sena delen av 1100-talet i England, första gången omnämnd år 1377 i William Langlands verk Piers Plowman. Ursprungligen, före slutet av 1800-talet, handlade hans gärningar mera om protest mot den lokala myndigheten och att ta tillbaka skattemedel och ge tillbaka till befolkningen. Robin Hood blev tidigt känd för att leva efter mottot att ta från de rika, och ge åt de fattiga. Robin Hoods äventyr har senare återberättats av bl.a. Howard Pyle (ex. The Merry Adventures of Robin Hood, 1883). Namnet blir översatt till svenska "Robin [rödhake] huva", och många  menar att det sannolikt går tillbaka på en generell benämning för stråtrövare i högmedeltidens England där dessa kallades för Robinhoods.[källa behövs]

## Legenden
Den moderna legenden handlar om Robin Hood och hans stråtrövarband som håller till i Sherwoodskogen vid staden Nottingham i England, och som har som princip att ta från de rika och ge till de fattiga.[källa behövs] Robin är en ädel rövare som aldrig dödar någon som inte först anfallit honom och inte tillåter våld mot kvinnor. Rövarbandet består av hundratalet kunniga bågskyttar. Robin själv är en mycket skicklig bågskytt och hans antagonist, fiende, är enligt yngre versioner av legenden prins John, sedermera verklighetens Johan av England, som regerar i brodern Rikard Lejonhjärtas frånvaro, när denne är ute på korståg. Under prins Johns regering lider folket nöd och rövarbandet i Sherwoodskogen är hjältar som hjälper folket att överleva. Det direkta förtrycket av folket utförs av prins Johns hjälpare och underhuggare, sheriffen av Nottingham.
Till de välkända figurerna runt Robin Hood hör den förrymde munken Broder Tuck, Röde Will och den starke Lille John som ironiskt nog kallades så för att han var så storvuxen, och Robins käraste Lady Marion.
Berättelserna om Robin Hood har utvecklats genom århundradena och förändrats för att passa tidens smak. Från 1400-talet finns belägg för att skådespel om Robin Hood framfördes i samband med majfester. Dessa föreställningar framfördes av unga amatörskådespelare som vandrade från stad till stad. Runt år 1500 har framföranden av berättelserna om Robin Hood en given plats vid vårfester och processioner. Det är först i dessa skådespel som lady Marion gör sin entré i den engelska legenden. Hon tros ha importerats från Frankrike, där poeten Adam de la Halles i slutet av 1200-talet berättade om en romans mellan herdinnan Marion och herden Robin.
Firandet av dessa folkfester verkar ha avtagit under andra hälften av 1500-talet. En orsak kan ha varit fientlighet från statsmaktens sida mot dessa folkliga traditioner som hyllade en fredlös samhällsomstörtare. Legendernas drift med kyrkans män sågs med missnöje av kristna puritaner. Efter Krutkonspirationen 1605 omtalas de katolska konspiratörerna som "Robin Hoods" och samma tillmäle riktades mot irländska upprorsmakare.
Ursprungligen hade Robin Hood omtalats som en yeoman, en fri bonde mellan de fattigare bönderna och adelsståndet. Under 1500-talet upphöjdes Robin Hood i legenderna till adelsman och hans äventyr förlades till 1190-talet, bland annat av den kunglige boktryckaren Richard Grafton i hans Chronicle at Large från 1569. I Anthony Mundays två dramer om Robin Hood från 1598–1599 görs Robin Hood till earl av Huntingdon.
I de medeltida balladerna är det inte prins John som är den stora skurken utan där kallas kungen för Edvard eller Henrik. I balladen Gest of Robyn Hode står det "Edwarde, our comly kynge". Vilken kung Edvard som menas framgår inte eftersom alla tre engelska kungar under åren 1272–1377 hette Edvard. Möjligtvis avses Edvard II som under det engelska inbördeskriget på 1320-talet fick många adelsmän och deras underlydande emot sig. I yngre ballader kallas kungen för Henrik, förmodligen Henrik VIII.
Prins John medverkar för första gången i Anthony Mundays två dramer och är då ingen regelrätt skurk. Först i olika versioner från 1800-talet blir prins John den skurk vi känner idag.
Under 1600- och 1700-talet trycktes berättelser om Robin Hood i stora upplagor och författare skrev ihop nya berättelser. Vissa drag anpassades till tiden, i dessa berättelser har Robin Hood snarare en stav som vapen än ett svärd.
På 1800-talet tillkom ytterligare ett element som inte funnits med tidigare: Robin Hood är anglosaxare och slåss mot normanderna. Skildringen av Robin Hood som slåss för sitt folk mot nykomlingar eller ockupanter hade inte funnits tidigare och vilar inte heller på någon verklighetsgrund, men passade bra in i den tidens nationalistiska anda. Det är denne patriotiske rebell som har en liten roll i Walter Scotts roman Ivanhoe (1819), och som återkommer i 1900-talets filmatiseringar.
På 1850-talet började man skriva berättelser om Robin Hood för en yngre publik. En av dessa var kväkaren Howard Pyle som också illustrerade berättelserna. Som pojkbokshjälte upplever Robin Hood spännande upptåg och skojfriska vildmarksäventyr som utan besvär stjäl från de rika och ger till de fattiga. Draget av samhällsomstörtande verksamhet har tonats ned. I ständigt nya upplagor vinner Robin Hood bågskyttetävlingen i Nottingham, slåss mot sheriffens män och älskar jungfru Marion. Andra drag som fanns i de medeltida balladerna har försvunnit: fiender som dödas, Robin Hoods drakoniska straff och hans hämndlystnad.
En mer realistisk litterär gestalt med tydliga drag av Robin Hood är Ellis Duckworth i Robert Louis Stevensons roman Svarta pilen.

## Verkliga förebilder

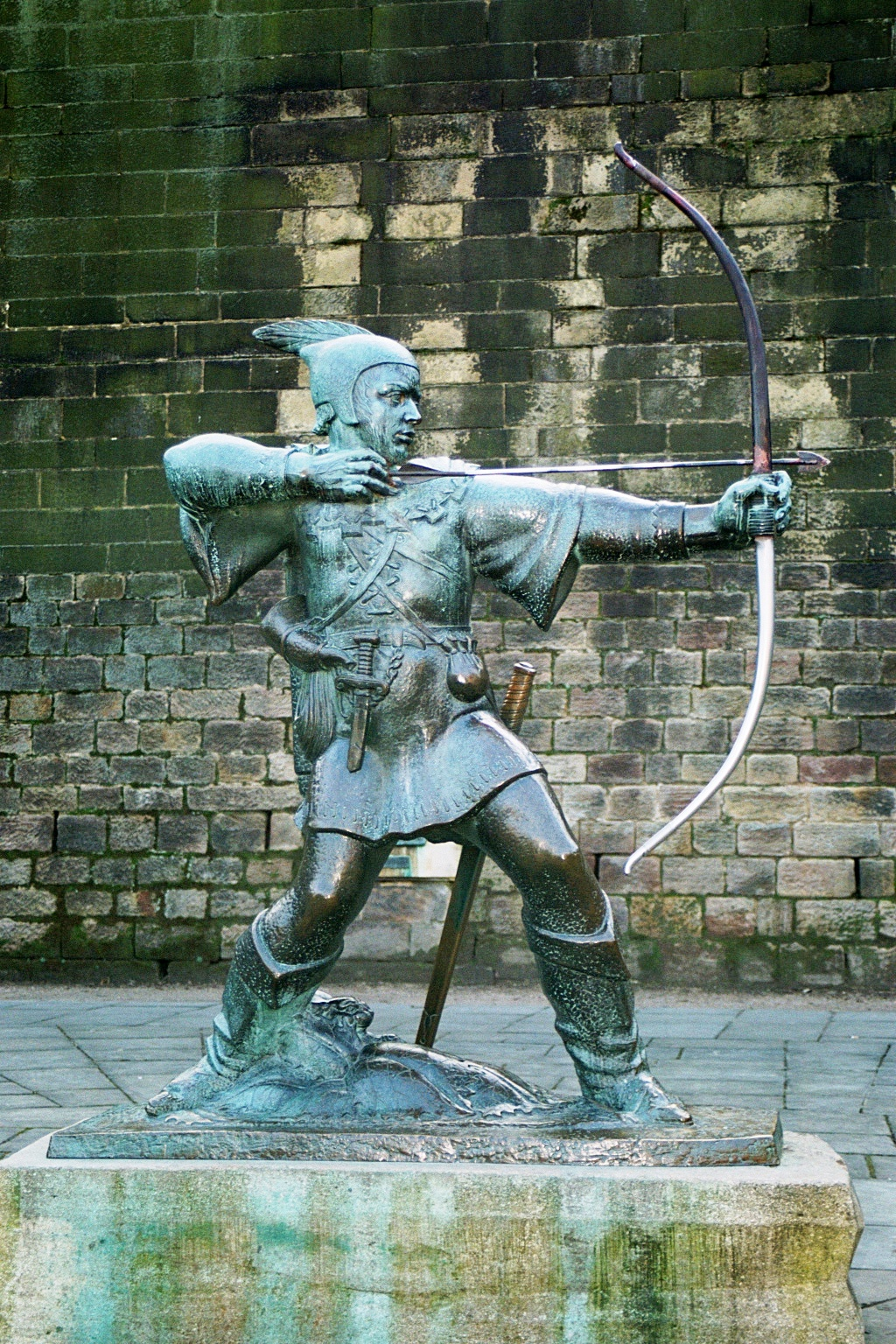
Staty över Robin Hood i Nottingham.

Huruvida en Robin Hood verkligen funnits i sinnevärlden är en omtvistad fråga. En vanlig version har varit att han i så fall ska ha varit en odalbonde vid namn Robert Locksley som blev fredlös efter en tjuvjakt. De flesta av dagens historiker menar att Robin Hood är en litterär figur som kan ha flera verkliga förebilder. En annan sådan person var Robert Hod från York, som inte kunde betala en skuld och därför förklarades fredlös. Samma historia berättas om William Robehod från Berkshire 1262. Dessutom fanns en rövare vid namn Gilbert Robynhod, som härjade kring Sussex på 1290-talet. På 1300-talet blev det populärt bland kriminella att ta "artistnamnet" Robinhood och även Little John.

## Tidiga referenser
Från 1261 fanns 'Robinhood' och 'Robehod' i flera lagtexter som samlingsnamn på en brottsling eller laglös. Det finns noteringar åtminstone i åtta olika dokument under senare 1200-talet. Detta torde innebära att Robin Hood-figuren var välkänd redan på 1260-talet som namnet på en arketypisk kriminell.

### Ballader
Ballader är de äldsta formerna av Robin Hood-legender. Dock skapades samtliga långt efter att de första noteringarna om Robin Hood gjordes på 1200-talet.

- A Gest of Robyn Hode
- Robin Hood and the Monk
- Robin Hood's Death
- Robin Hood and the Potter
- Robin Hood and the Butcher
- Robin Hood and the Curtal Friar
- The Jolly Pinder of Wakefield
- Robin Hood and the Tanner
- Robin Hood and the Tinker
- Robin Hood and the Newly Revived
- The Bold Pedlar and Robin Hood
- Robin Hood and the Prince of Aragon
- Robin Hood and the Scotchman
- Robin Hood and the Ranger
- Robin Hood's Delight
- Robin Hood's Progress to Nottingham
- Robin Hood Rescuing Three Squires
- Robin Hood Rescuing Will Stutly
- Robin Hood and the Bishop
- Robin Hood and the Bishop of Hereford
- Robin Hood and Queen Katherine
- Robin Hood's Chase
- Robin Hood's Golden Prize
- The Noble Fisherman
- Robin Hood's Birth, Breeding, Valor and Marriage
- The King's Disguise, and Friendship with Robin Hood
- Robin Hood and the Golden Arrow
- Robin Hood and the Valiant Knight
- A True Tale of Robin Hood

## Kopplingar till existerande platser
I de nutida versionen av berättelserna om Robin Hood är den geografiska placeringen till en alldeles bestämd plats i England och till vissa historiska personer självklar: de fredlösa håller till i Sherwoodskogen, de slåss mot sheriffen av Nottingham och kung Johan utan land. Det förekommer också att Robin Hood strider i det heliga landet under korstågen och sedan kommer hem till England.
I den medeltida ballad om Robin Hood som verkar vara äldst, Gest of Robyn Hode, återfinns flera geografiska namn: Barnsdale, Saylis, Watling Street som gör att händelserna kan lokaliseras till Barnsdale mellan York och Doncaster. Avståndet till Sherwoodskogen är dock inte särskilt långt och i yngre ballader placeras händelserna där. Sheriffen av Nottingham finns med redan i denna äldsta ballad och det är möjligt att man efterhand har placerat Robin Hood i Sherwoodskogen som ligger precis utanför Nottingham.
Enligt legenden kom Robin Hood från Locksley. Möjligtvis menades en plats nordväst om Sheffield men det finns flera möjliga Locksley.

## Filmatiseringar
Det har spelats in ett flertal filmer om Robin Hood, där den mest kända är och förblir Robin Hoods äventyr med Errol Flynn i huvudrollen. En annan känd film är Robin Hood: Prince of Thieves från 1991 med Kevin Costner i huvudrollen. 1993 kom Mel Brooks parodi på Robin Hood-legenden i allmänhet och Costners film i synnerhet, Robin Hood – karlar i trikåer.
1973 producerade Walt Disney Productions sin animerade version av berättelsen, i regi av Wolfgang Reitherman – ett omklippt avsnitt av denna film visas i SVT:s Kalle Anka och hans vänner önskar God Jul varje julafton. Disneys första version av legenden hade dock producerats redan 1952, då man släppt en spelfilm i regi av Ken Annakin och med Richard Todd i rollen som Robin.
Robin Hood-legenden är så välkänd och välspridd att den ofta dyker upp i populärkulturella framställningar. Bland annat finns det ett avsnitt av Bamse där han tillsammans med Skalman och Lille Skutt åker tillbaka i tiden och hamnar mitt bland Robin Hood och hans män. Principen om att ta från de rika och ge åt de fattiga tilltalade förmodligen seriens skapare Rune Andréasson, som ideologiskt var reformistisk socialist[källa behövs]. Det förekommer också en Robin Hood (som man bara får höra talas om) på planeten Melmac i tv-serien ALF. Dock hade denne sitt namn från det han pysslade med, "robbin' hoods".

### Filmer och tv-serier i urval
- 1908: Robin Hood and His Merry Men, första gången Robin Hood blir filmatiserad, en stumfilm regisserad av Percy Stow.
- 1922: Robin Hood, med Douglas Fairbanks i den första långfilmen. Robin är sprudlande glad och atletisk i denna stumfilm. Wallace Beery spelar kung Richard och Sam De Grasse spelar den onde prins John. Många kritiker anser att denna version, regisserad av Allan Dwan, är den definitiva.
- 1938: Robin Hoods äventyr (The Adventures of Robin Hood), med Errol Flynn i den första versionen med ljud till. Flynn är en smartare, mer vältalande Robin Hood - väl medveten om det världspolitiska läget med fascismen som hotande kraft. Marian anklagar Robin: "You speak treason!" "Fluently," svarar han.
- 1939: Robin Hood Makes Good, en tecknad kortfilm av Chuck Jones, där en ung ekorre vill spela Robin Hood, men två äldre ekorrar och en hungrig räv slår förhoppningarna i spillo.
- 1946: Robin Hoods son (Bandit of Sherwood Forest)
- 1948: The Prince of Thieves
- 1949: Rabbit Hood, en tecknad kortfilm av Chuck Jones där Snurre Sprätt tar sig an sheriffen men chockas av att mötas av Robin Hood som spelas av Errol Flynn.
- 1951: Tales of Robin Hood
- 1952: Ivanhoe – den svarte riddaren, där Harold Warrender spelar Locksley (Robin Hood).
- 1952: The Story of Robin Hood and His Merrie Men och Miss Robin Hood
- 1953: Robin Hood - Patrick Troughton blir den första skådespelaren att spela rollen på TV när han är stjärna i den sex delar långa serien på BBC. De halvtimmeslånga avsnitten visas på Children's Television från 17 mars till 21 april.
- 1955-1960: Den brittiska tv-serien The Adventures of Robin Hood (som består av en halvtimmas enveckorsavsnitt och som även visas i USA) med Richard Greene-avsnitt som skrevs av svartlistade Hollywood-manusförfattare. Några av avsnitten sattes ihop till långfilmer i färg:
  - Robin Hood's Greatest Adventures (1956) (där även Donald Pleasence medverkade)
  - Robin Hood, the Movie (1958)
  - Robin Hood: The Quest for the Crown (1958)
  - Sword of Sherwood Forest (1960) (I denna version var Richard Greene den enda skådespelaren som även var med i TV-serien. Peter Cushing spelar sheriffen av Nottingham).
- 1958: Robin Hood Daffy, en tecknad kortfilm av Chuck Jones.
- 1964: Robin and the Seven Hoods, version med Rat Pack som utspelar sig under förbudstiden i Chicago.
- 1967: A Challenge for Robin Hood, (okänd svensk titel) en brittisk filmatisering producerad av bolaget Hammer med Barrie Ingham i titelrollen.
- 1968: The Legend of Robin Hood, en 90 minuter lång amerikansk tv-musikal, med sånger av Sammy Cahn och Jimmy Van Heusen. Med David Watson i rollen som Robin Hood, Douglas Fairbanks Jr. som Kung Richard och Roddy McDowall som Prins John.
- 1973: Robin Hood tecknad långfilm producerad av Walt Disney Productions, i regi av Wolfgang Reitherman.
- 1975: The Legend of Robin Hood, brittisk TV-serie av BBC i sex delar. En realistisk skildring av de fredlösas kamp mot överheten.
- 1976: Robin Hood – äventyrens man (Robin and Marian) med Sean Connery, Audrey Hepburn och Robert Shaw, om en åldrande Robin Hood, i regi av Richard Lester.
- 1984-1986: Robin av Sherwood, TV-serie med fantasy-inslag.
- 1991: Robin Hood, med Patrick Bergin och Uma Thurman i huvudrollerna.
- 1991: Robin Hood: Prince of Thieves, med Kevin Costner, Morgan Freeman och Christian Slater.
- 1991: Unge Robin Hood, tecknad TV-serie producerad av CINAR och Hanna-Barbera Productions.
- 1993: Robin Hood – karlar i trikåer, en parodi regisserad av Mel Brooks.
- 1994: Robin Hood – Prince of Sherwood
- 1999: Blackadder: Back and Forth, med Rik Mayall i rollen som Robin Hood.
- 2001: Princess of Thieves (handlar om Robins dotter och även en äldre Robin dyker upp)
- 2006: Robin Hood, en engelsk serie om Robin Hood som sänds på BBC och TV4.
- 2010: Robin Hood, film med Russell Crowe i huvudrollen.
- 2018: Robin Hood, film med Taron Egerton i huvudrollen.

## Robin Hood som symbol
Robin Hood används ofta som en symbol för ekonomisk rättvisa och med uttrycket att "ta från de rika och ge till de fattiga" avses ibland att med skatter bedriva fördelningspolitik.